# Dellys

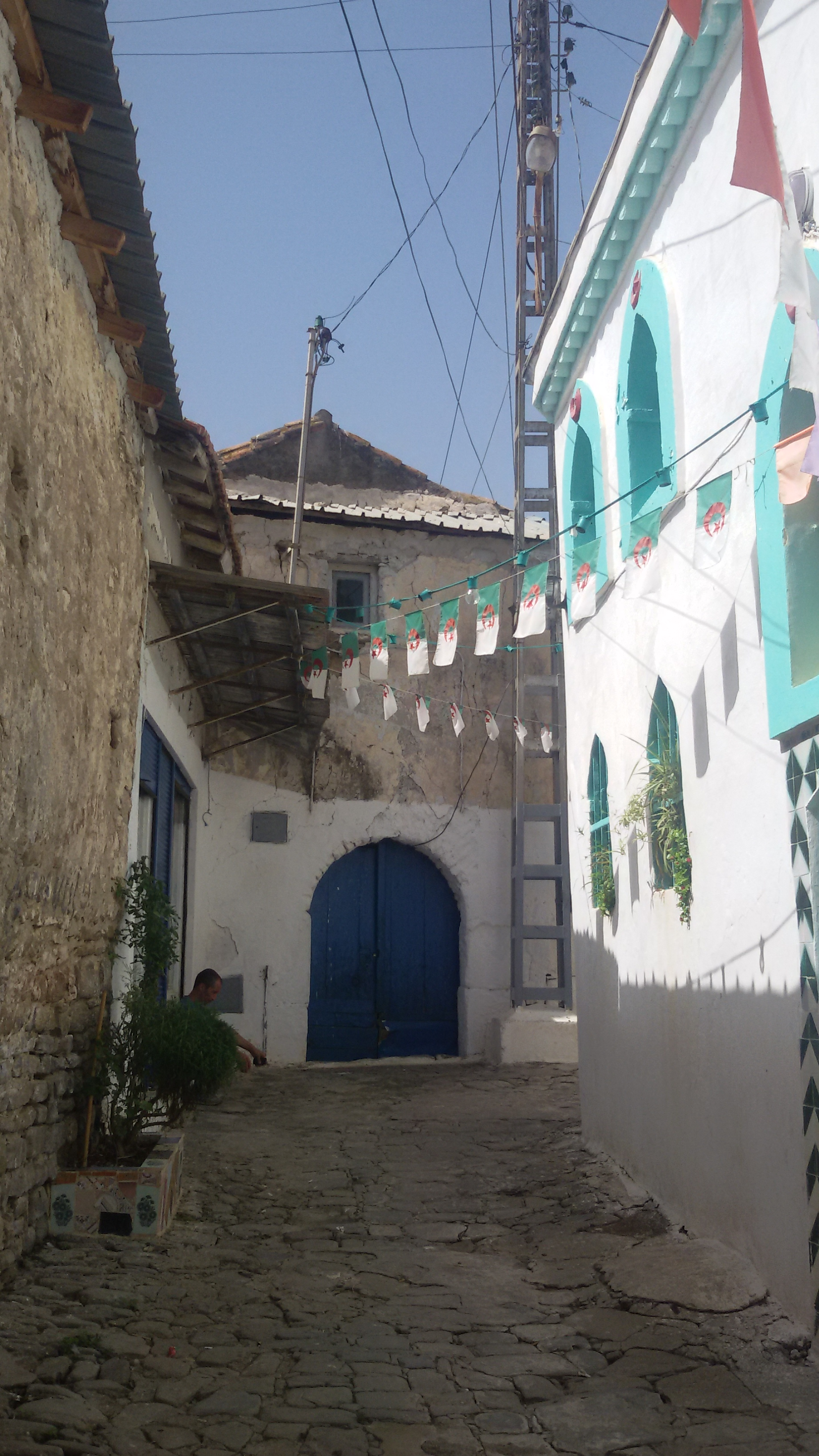
Dellys

Dellys (en árabe: دلس) es una pequeña localidad situada en la costa norte de Argelia, entre Tizi Ouzou y al este del río Sebaou. La principal actividad es la pesca. En tiempos del Imperio romano, fue llamada Rusuccuru, en griego Pουσουκκόρου; y en el medievo, Tedelles. En esta ciudad se encuentra la base principal y el Cuartel General de la Marina de Guerra de Argelia.